# Râul Valea Șindilei
Râul Valea Șindilei este curs de apă, fiind unul din cele două brațe care formează râul Valea Cetății.

## Hărți
- Harta Județului Brașov
- Harta Orașului Brașov
- Harta Munților Postăvaru  Arhivat în 3 august 2008, la Wayback Machine.